# オアハカチーズ
オアハカチーズ（英:Oaxaca cheese 、スペイン語: queso Oaxaca)は、メキシコで作られているセミハードチーズで、ケスィージョという名前でも知られている。

## 特徴
この白いチーズは、熟成していないモントレー・ジャックのようでありながらも、モッツァレラチーズのようなストリングチーズとしての特徴を併せ持っている。
メキシコ国外では、チワワ州北部で作られている asadero  (queso asadero)というチーズと混同されることが多い。
この二者の食感や味は似ているが、製法に違いがあり、この製法によってオアハカチーズの方が若干乾いた感じになっている。
オアハカという名前は、このチーズが最初に作られたのがメキシコ南部のオアハカ州であることに由来しており、オアハカで布教活動していたドミニコ会が製法を持ち込んだことがはじまりとされている。
このチーズはイタリアで作られるモッツァレラチーズと同様、カードに熱湯を注いで練るパスタ・フィラータという製法が用いられるが、当時はメキシコでは水牛のミルクが手に入らなかったため、代わりに牛乳が用いられた。
製法は複雑であり、チーズを長いリボン状に伸ばした後、毛糸玉のように丸める。
オアハカチーズは様々な形で売られており、メキシコ料理で広く使われている。たとえば、ケサディーヤやエンパナーダでは、溶かしたオアハカチーズに、ウイトラコチェ(黒穂病によって肥大したトウモロコシ)やカボチャの花を和えたものが詰め物として用いられている。

## ギャラリー

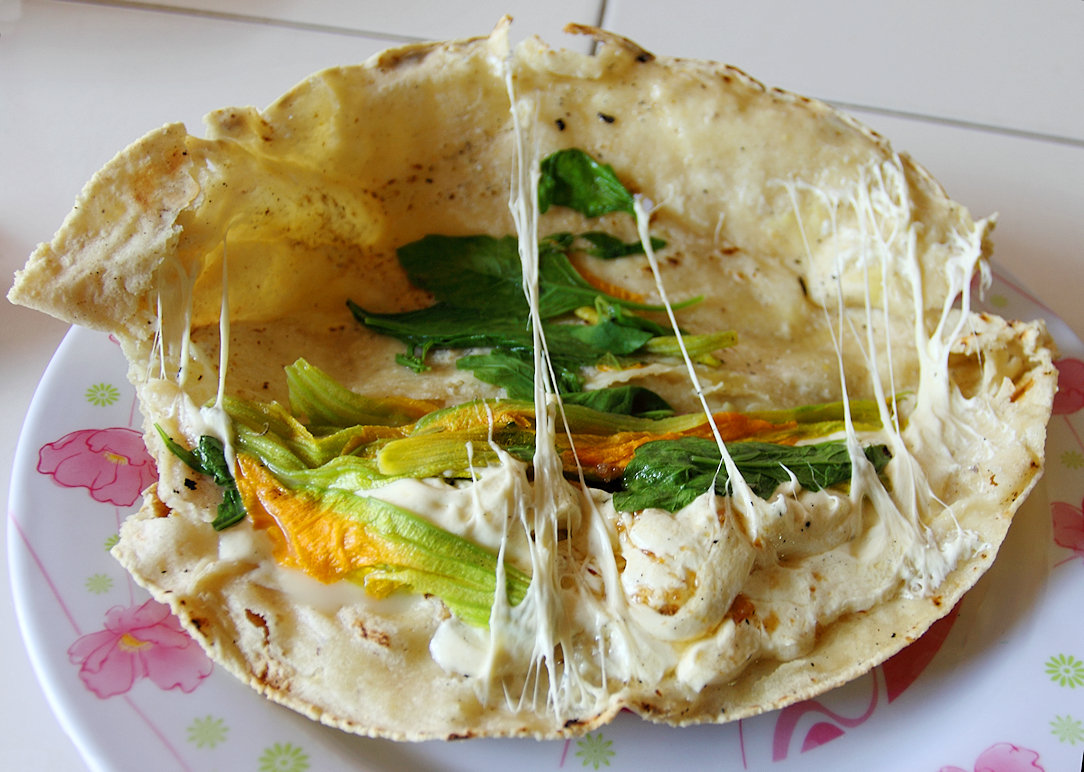
オアハカチーズとカボチャの花とアリタソウのケサディーヤ
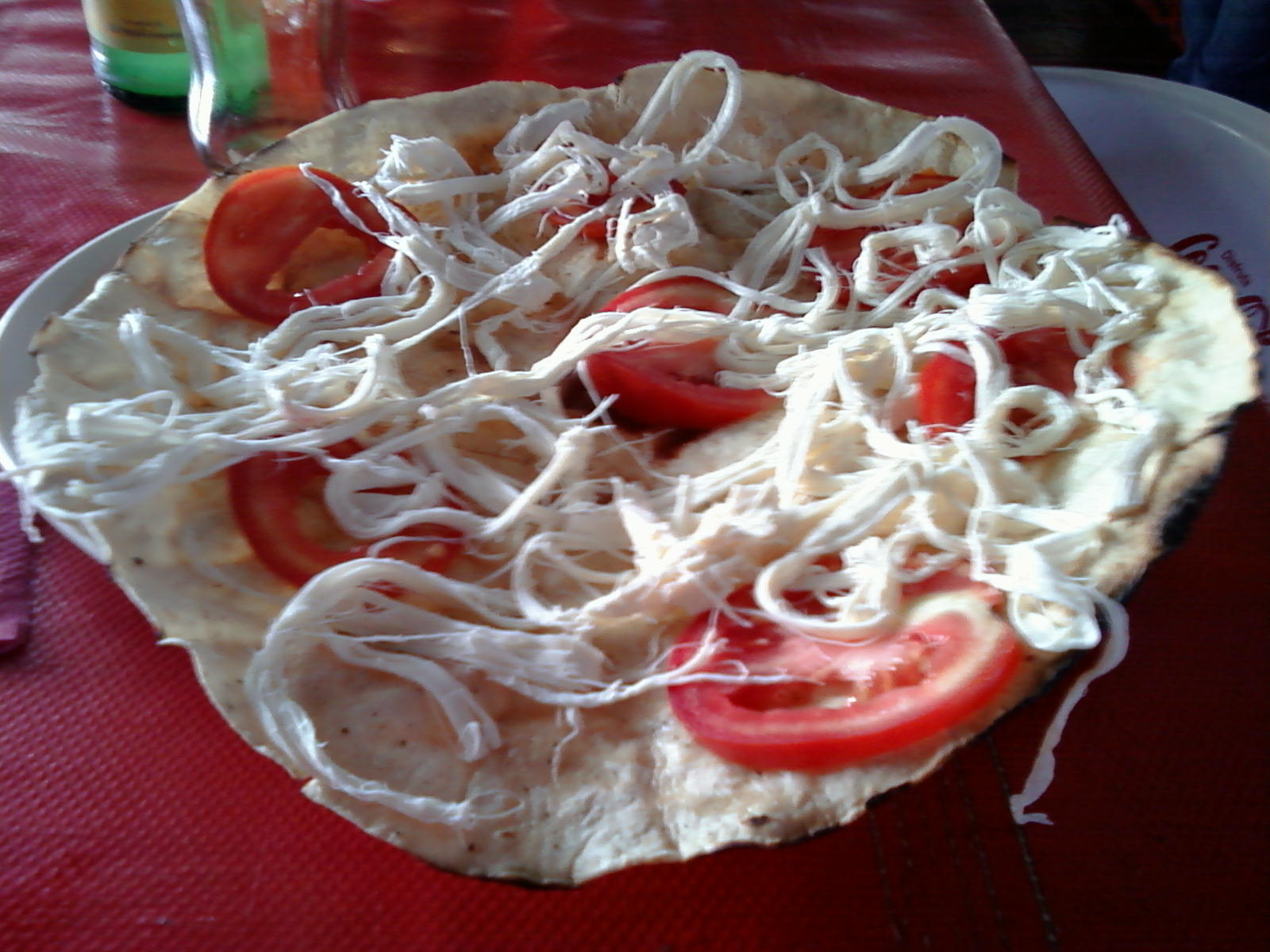
トマトとひも状にしたオアハカチーズを載せたトラユーダ（英語版）